# مهد عيسى

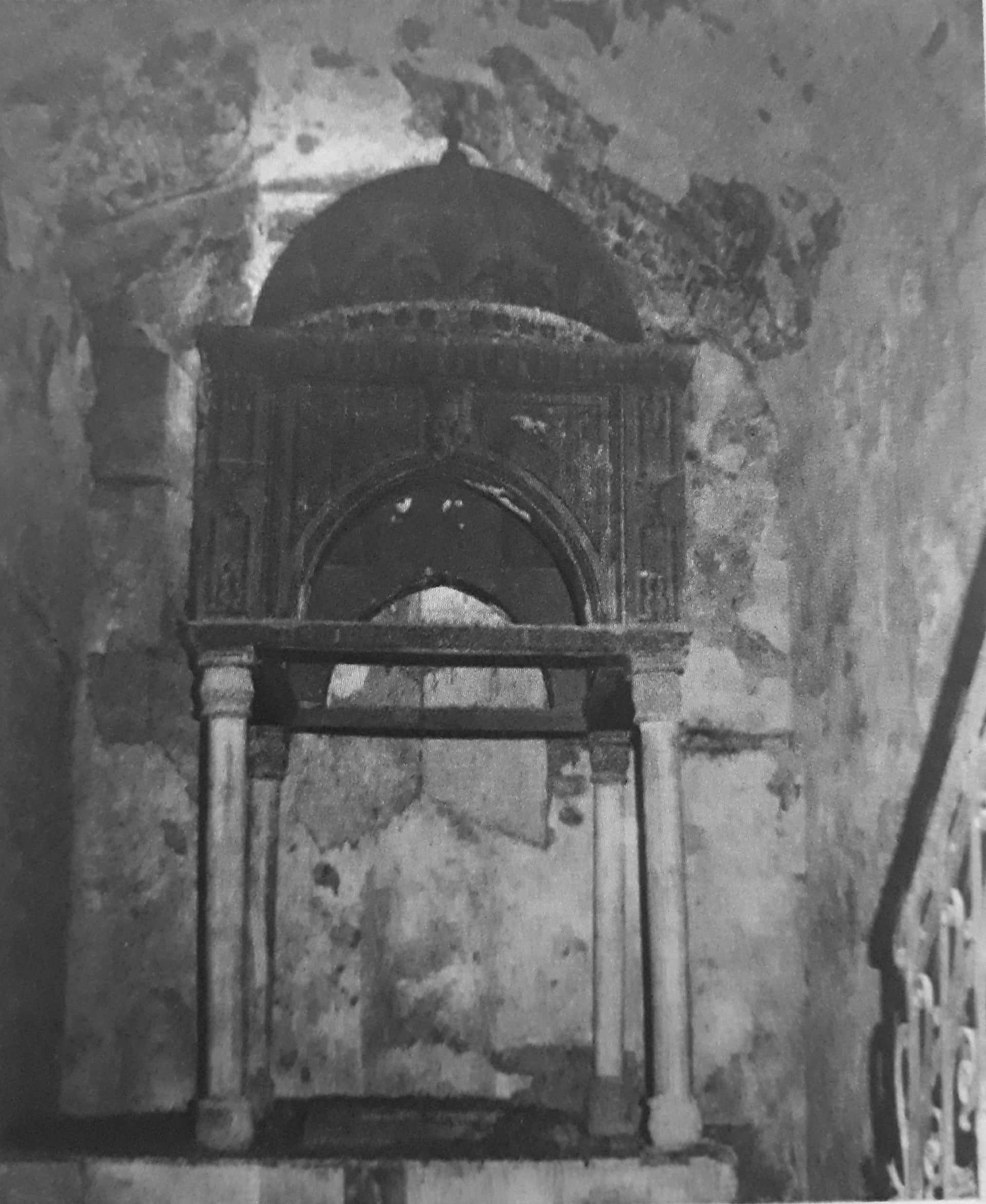
قبة مهد عيسى الداخلية

مهد عيسى ومسجده، بني هذا الأثر في الفترة التي تم فيها بناء قبة الصخرة، والمسجد الأقصى المبارك. وكان ناصر خسرو من أوائل من أشاروا إليه من الرحالة. ثم أشار إليه مؤرخون، ورحالة اخرون، من أمثال الهروي، والبلوي، وابن فضل الله العمري، ومجير الدين العليمي الحنبلي، وعبد الغني النابلسي، وغيرهم. ووصفه أولئك الرحالة المؤرخون وصفا يقرب بما هو عليه الآن. ويعد وصف عبد الغني النابلسي وصفا مطابقا لما هو عليه الآن.
يتم الـوصول إلى هذا لأثر عبر سلم ضيق صغير في الزاوية الجنوبية الشرقية لسور المدينة. وينزل إليه بخمسة وثلاثين درجة. وفيه قبة صغيرة نحمل روح البناء العثماني، في الفترة المتاخرة. وتقوم هذه القبة على أربعة أعمدة، تحتها حوض حجري، يقال إنه مهد النبي عيسى. وأمام المهد، محراب حجري بسيط التجويف، ويقال إنه مكان تعبد مريم. وفي ركنه موضع يقال إنه موضع الملاك جبريل. ويوجد باب حديدي في الجدار الجنوبي، ويؤدي إلى ما يعرف بالمصلى المرواني. ويتكون هذا الأثر من مساحة مربعة الشكل. وارضيته مفروشة بالبلاط الحجري، وجدرانه مبنية من حجارة كبيرة جدا. ويشكل جداره الشرقي الزاوية الشرقية لسور القدس، وسور الحرم الشريف.